# 佐久バルーンフェスティバル

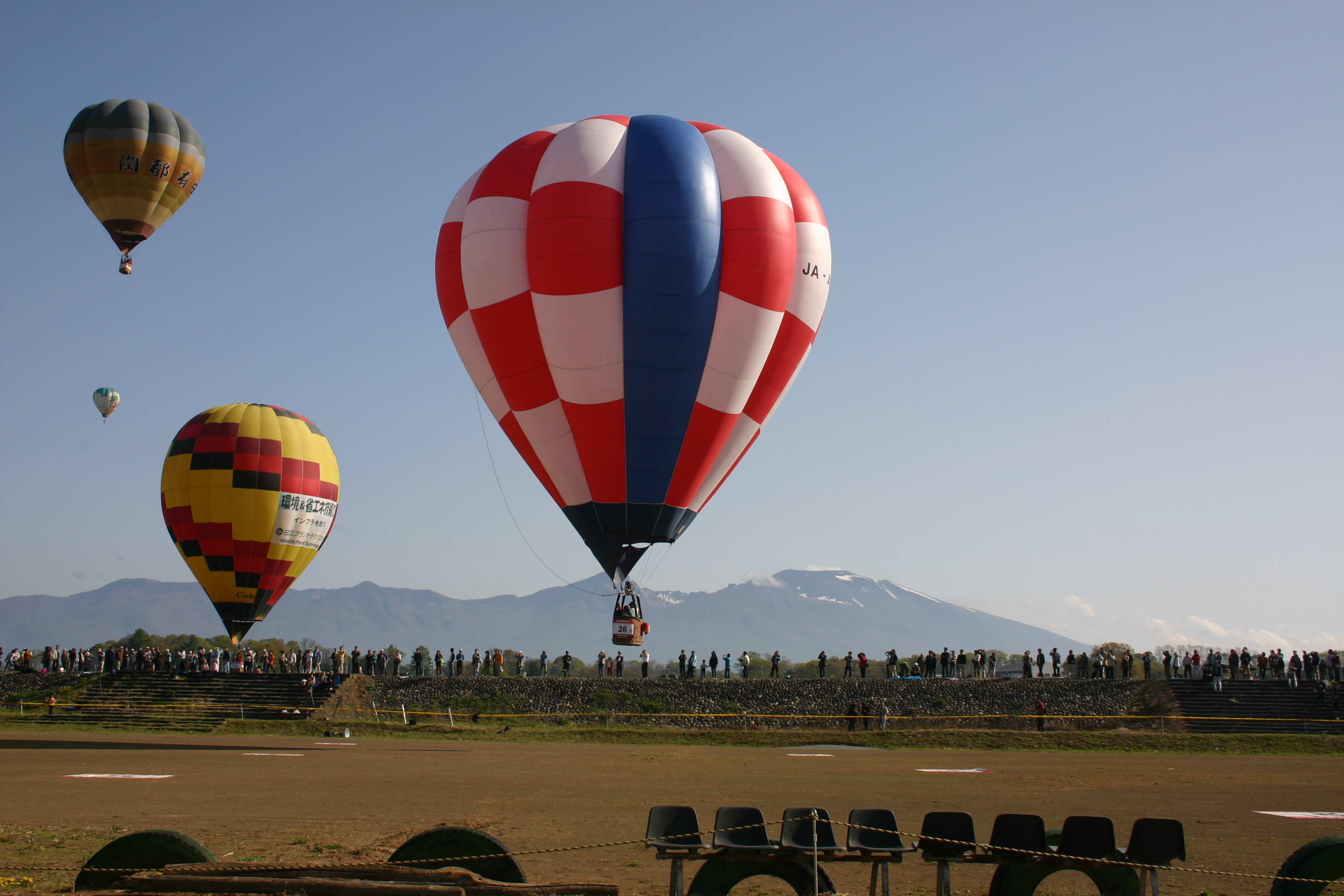
佐久バルーンフェスティバルの熱気球

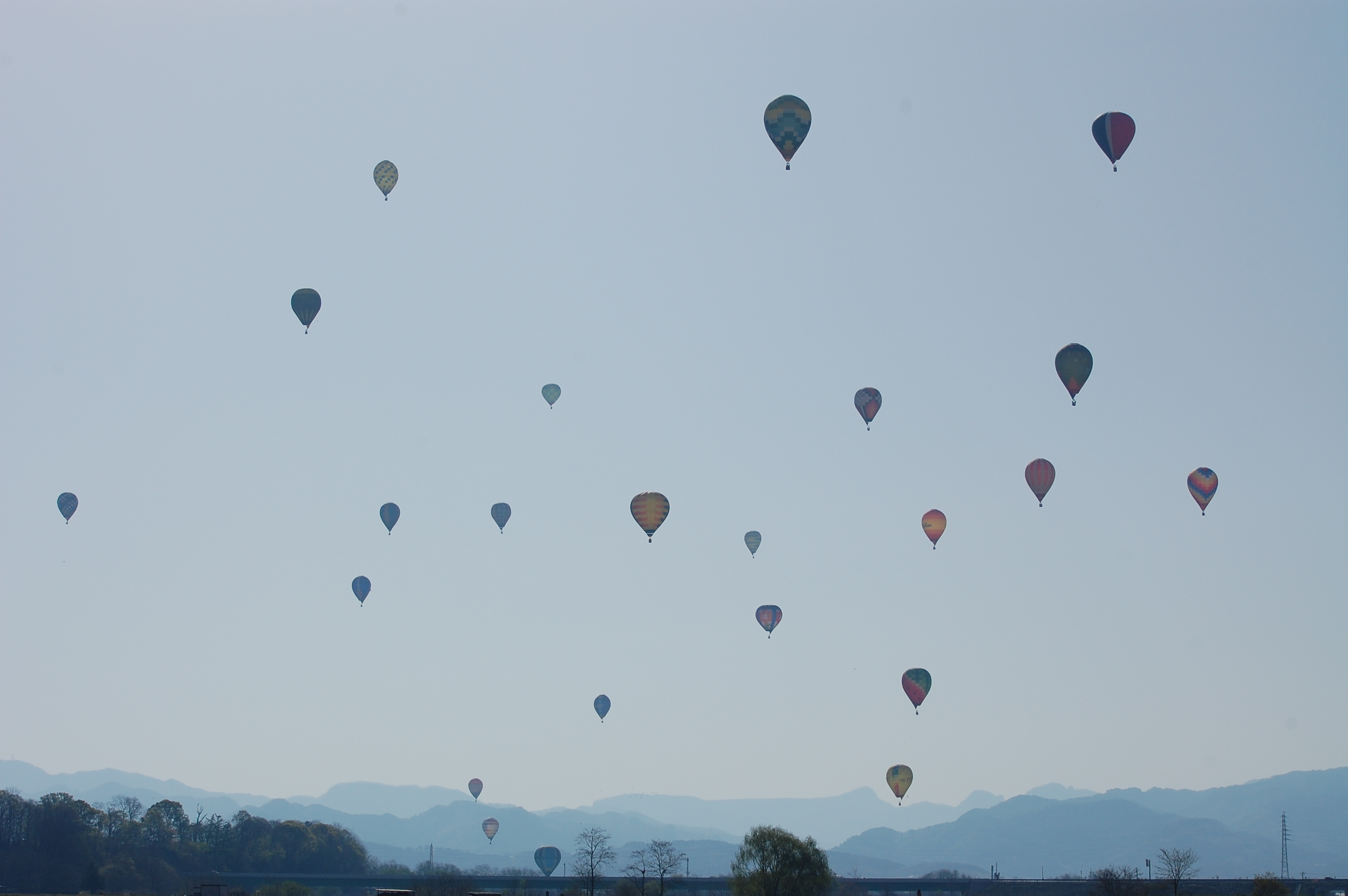
空に浮かぶ沢山の気球

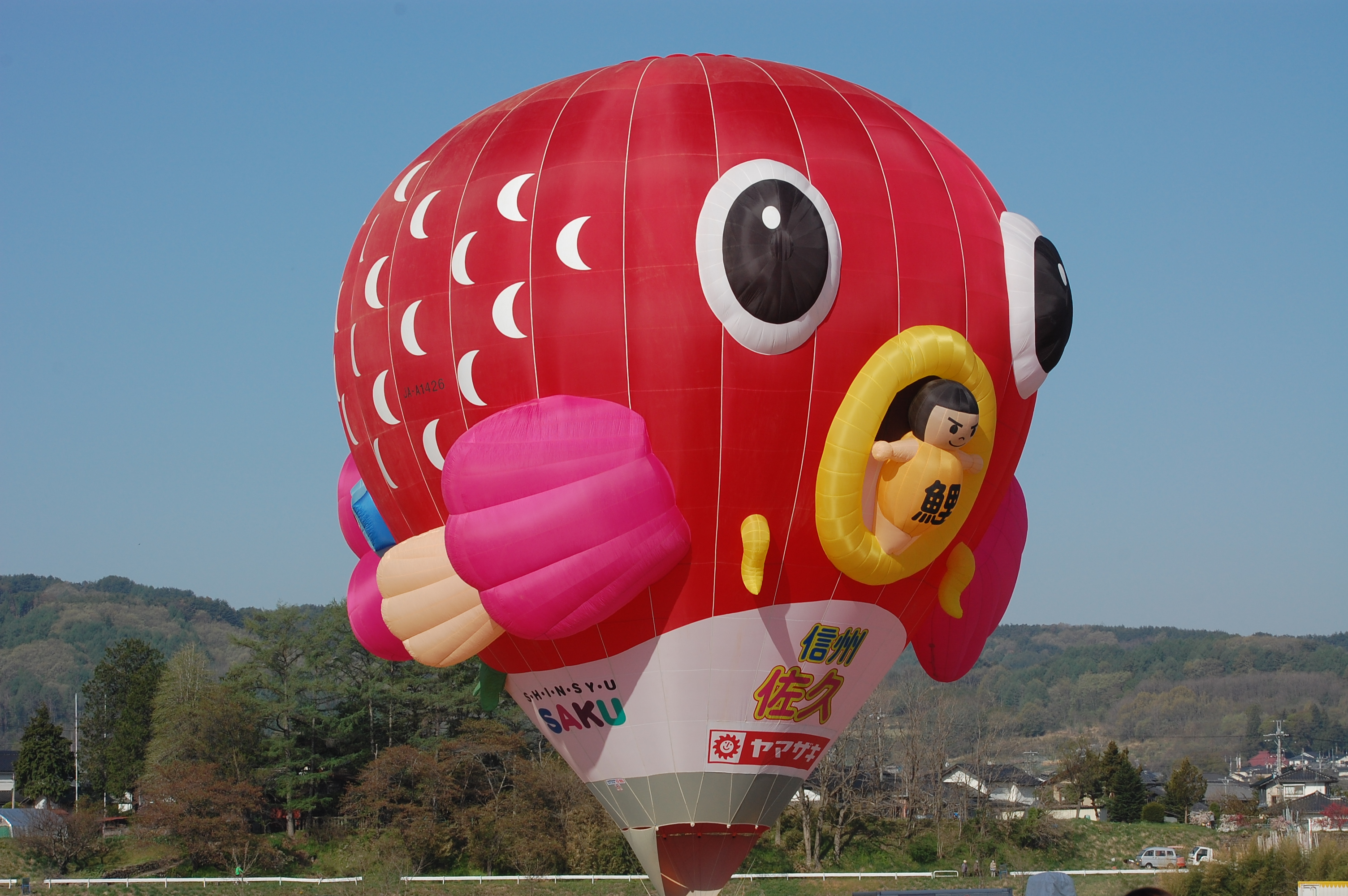
佐久の鯉太郎

佐久バルーンフェスティバル（さくバルーンフェスティバル）は、長野県佐久市で開催されるイベント。

## 概要
千曲川スポーツ交流広場で、毎年5月3日から5日までの三日間開催される熱気球のイベントである。競技が行われており、どれだけ熱気球を自然の風に乗せて飛行させて、目的地に近づけるかを競う。その他にも、スカイスポーツ、体験教室、バルーンイリュージョン、ステージイベントなどがある。
全5戦で争われる熱気球ホンダグランプリでは主に第2戦を本大会で開催しているほか、熱気球日本選手権を過去3回開催している。

## 交通
- 上信越自動車道 佐久ICから自動車で15分。
- JR東日本北陸新幹線、小海線 佐久平駅下車、車で12分。